# Toundra (satellite)
Pour les articles homonymes, voir Toundra (homonymie).
Toundra (indice GRAU 14F142) ou EKS est une famille de satellites d'alerte précoce russes dont le déploiement a débuté en 2015.
Ces satellites constituent le segment spatial d'un nouveau système d'alerte baptisé Edinaia Kosmicheskaia Sistema (en russe système spatial intégré) qui doit non seulement permettre de détecter les lancements des missiles balistiques mais également prendre en charge d'autres fonctions telles que la surveillance de l'orbite basse, le suivi des missiles détectés et comprend peut-être un système de communications sécurisé. Les nouveaux satellites pourront détecter les missiles lancés depuis le territoire russe mais également ceux tirés par des sous-marins lance-engins.
Les satellites Toundra constituent la cinquième génération de satellite d'alerte précoce soviético/russe.

## Historique
La Russie utilise depuis le début des années 1990 des satellites d'alerte précoce US-KMO. Le développement d'une nouvelle génération de satellites de ce type a été lancé au début des années 2000 pour remplacer le système d'alerte existant devenu obsolète par l'EKS. La construction des satellites s'inscrit dans la refonte du segment terrestre mis à mal par l'éclatement de l'Union soviétique qui s'est accompagné de la perte de stations radar situées en Ukraine et en Lituanie.
La construction des Toundra a été confiée en 2007 à la société RKK Energiya avec un premier lancement planifié en 2009. Plusieurs problèmes de développement, des changements dans le cahier des charges puis un contentieux entre le donneur d'ordre et la société chargée du projet ont entraîné un report du premier lancement en 2015.
En avril 2014, le dernier satellite US-KMO est tombé en panne et à partir de cette date la Russie ne dispose plus de système d'alerte avancé.
Finalement, le déploiement du 1er satellite a eu lieu en 2015.

## Caractéristiques techniques
Le satellite de type Toundra est construit par les sociétés RKK Energiya (plateforme) et TsNII Kometa (charge utile). Il s'appuie sans doute une plateforme USP développée pour les satellites de télécommunications Yamal.
Placés sur des orbites de Molniya, il est prévu que ces satellites soient lancés par une fusée Soyouz-2-1b/Fregat-M.
6 satellites de ce type sont prévus d'être lancés. L'objectif calendaire est qu'ils soient tous satellisés avant 2020.

## Historique des lancements
Tirés depuis le cosmodrome de Plesetsk avec des lanceurs Soyouz-2.1b/Fregat-M t, à la date de novembre 2021, cinq satellites sur les 6 prévus avaient été mis en orbite.
Tableau mis à jour le 26 novembre 2021
| Succès | Succès | Succès | Satellite                   | Lanceur/ Étage supérieur | Lancement (UTC)  | Base de lancement  | Identifiant COSPAR | Notes                               |
| ------ | ------ | ------ | --------------------------- | ------------------------ | ---------------- | ------------------ | ------------------ | ----------------------------------- |
|        | ✓      |        | Toundra no 1L (Cosmos 2510) | Soyouz 2.1b Fregat-M     | 17/11/2015 06h34 | Site 43/4 Plesetsk | 2015-066A          | Premier satellite Toundra en orbite |
|        | ✓      |        | Toundra no 2L (Cosmos 2518) | Soyouz 2.1b Fregat-M     | 25/05/2017 06h34 | Site 43/4 Plesetsk | 2017-027A          |                                     |
|        | ✓      |        | Toundra no 3L (Cosmos 2541) | Soyouz 2.1b Fregat-M     | 26/09/2019 07h46 | Site 43/4 Plesetsk | 2019-065A          |                                     |
|        | ✓      |        | Toundra no 4L (Cosmos 2546) | Soyouz 2.1b Fregat-M     | 22/05/2020 07h31 | Site 43/4 Plesetsk | 2020-031A          |                                     |
|        | ✓      |        | Toundra no 5L (Cosmos 2552) | Soyouz 2.1b Fregat-M     | 25/11 2021 02h09 | Site 43/4 Plesetsk | 2021-113A          |                                     |
|        |        |        |                             |                          |                  |                    |                    |                                     |
|        | -      |        | Toundra no 6L               | Soyouz 2.1b Fregat-M     |                  | Site 43/? Plesetsk | -                  | Dernier Toundra commandé            |